# Ника (фильм, 2022)
«Ника» — российский фильм режиссёра Василисы Кузьминой, биографическая драма о поэтессе Нике Турбиной. Он был выпущен в широкий прокат 19 мая 2022 года. Из-за запрета правообладателей в фильме не использовались стихи Турбиной.

## Сюжет
В 1980-е годы девочка-вундеркинд Ника разъезжала по СССР, читая свои грустные и пронзительные стихотворения. Но она выросла и в возрасте 27 лет приходит к выводу, что не способна больше сочинять. Взрослая Ника страдает от алкоголизма и хочет в себе разобраться. И вдруг в её жизни появляется Иван, который даёт ей надежду на благополучие.

## В ролях
| Актёр              | Роль                                    |
| ------------------ | --------------------------------------- |
| Лиза Янковская     | Ника Турбина                            |
| Анна Михалкова     | Майя Анатольевна Никаноркина, мама Ники |
| Виталия Корниенко  | Ника в детстве                          |
| Иван Фоминов       | Иван, бармен                            |
| Иван Бровин        | Рома                                    |
| Егор Трухин        | Яша                                     |
| Евгений Сангаджиев | Игорь, бизнесмен                        |
| Иван Агапов        | Валентин, отец Ивана                    |
| Наталия Вдовина    | Раиса Константиновна, мать Ивана        |
| Иван Макаревич     | Ларик                                   |
| Николай Денисов    | Евгений Евтушенко                       |

## Отзывы и оценки
В российской прессе фильм получил положительные оценки, в особенности критики отмечали хорошую игру Лизы Янковской. Фильм положительно оценили в изданиях «Искусство кино», «Российская газета» и Forbes. Но были и более неоднозначные отзывы — например, в изданиях «Литературная газета» и «7 дней».